# Pionosyllis melaenonephra
Pionosyllis melaenonephra är en ringmaskart som beskrevs av William Aitcheson Haswell 1920. Pionosyllis melaenonephra ingår i släktet Pionosyllis och familjen Syllidae. Inga underarter finns listade i Catalogue of Life.